# جونيور (لاعب كرة قدم مواليد 1988)
جونيور هو لاعب كرة قدم برازيلي في مركز الوسط، ولد في 7 مايو 1988 في ليناريس في البرازيل. لعب مع فيتوريا سيتوبال ونادي باهيا ونادي بيكان ونادي سايبا ونادي غل غهر سيرجان.

## وصلات خارجية
- جونيور (لاعب كرة قدم مواليد 1988) على موقع قاعدة بيانات كرة القدم.إي يو (الإنجليزية)
- جونيور (لاعب كرة قدم مواليد 1988) على موقع Soccerway.com (الإنجليزية)